# 沙雷吉諾

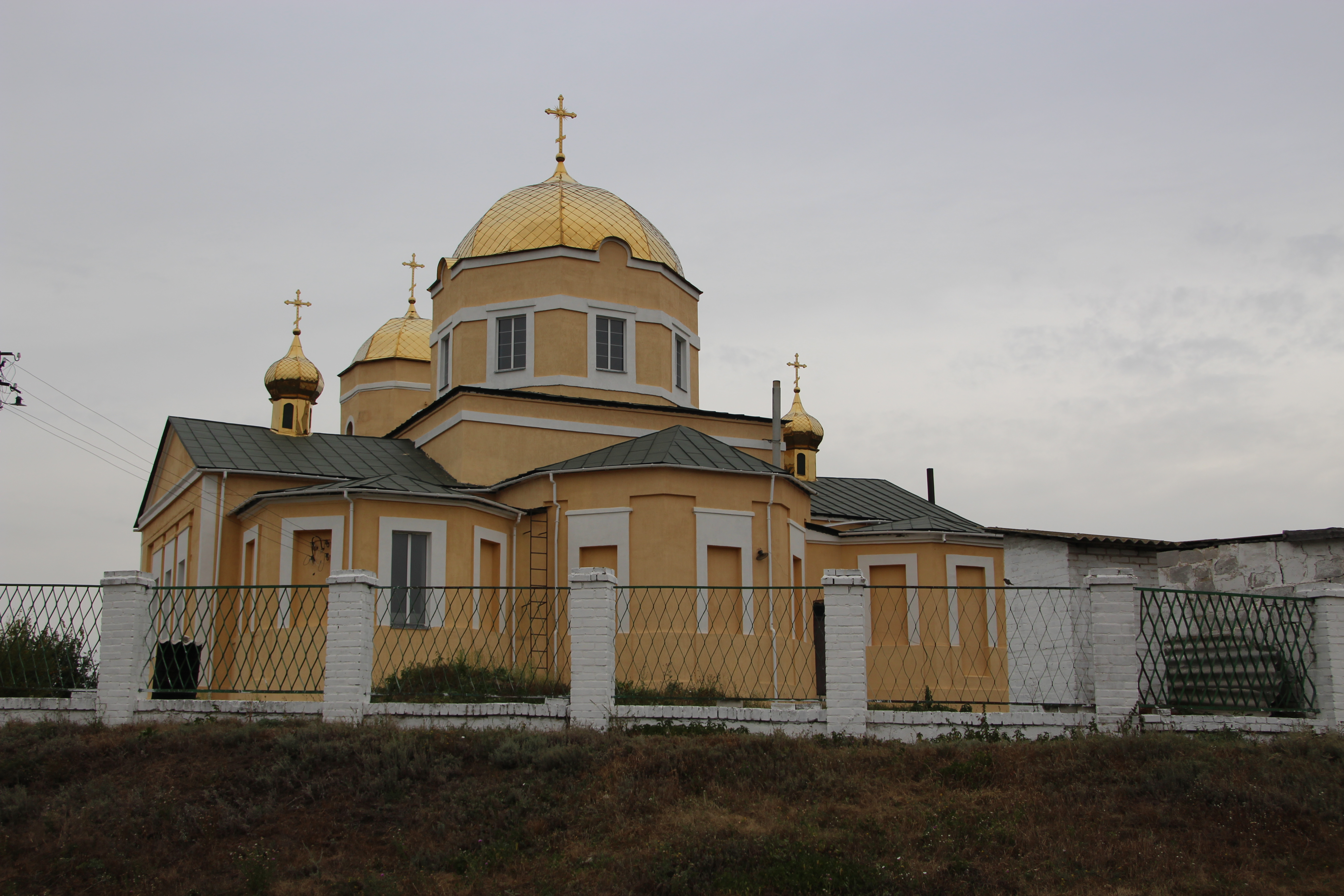
教堂

沙雷吉诺（羅馬化：Shalyhyne）是烏克蘭東北部蘇梅州紹斯特卡區沙雷吉诺市镇里的市級鎮及其行政中心。分別距離赫盧希夫21公里和蘇梅130公里，面積12平方公里，2014年人口2,451，人口密度每平方公里204.25人。